# 屯門鄧肇堅運動場
屯門鄧肇堅運動場（とんもんとうちょうけんうんどうじょう、中国語: 屯門鄧肇堅運動場、英語: Tuen Mun Tang Shiu Kin Sports Ground）は、香港の新界にある多目的スタジアムである。

## 概要
1981年に設立された。収容人数は2,200人。主にサッカーの試合に用いられる。現在、香港ファーストディビジョンリーグに所属する屯門体育会足球隊がホームスタジアムとして使用している。

## 開場時間
試合のスケジュールがない限り、午前6時30分から午後10時30分まで毎日一般開放されている。毎週月曜日が整備日となっている。

## 交通アクセス
香港軽鉄の沢豊駅または銀囲駅より徒歩約2分。